# Tanvaldský Špičák
Der Tanvaldský Špičák (deutsch Tannwalder Spitzberg) ist ein Berg im tschechischen Teil des Isergebirges unweit von Tanvald und Desná. Der 810 m n.m. hohe Berg ist ein markanter Berg des östlichen Isergebirges und bildet das Hauptzentrum des Wintersports im Isergebirge. Am 4. Juli 1909 wurde aus Anlass des Jubiläums von Kaiser Franz Joseph von Österreich auf dem Gipfel ein von der Ortsgruppe Albrechtsdorf des Deutschen Gebirgsvereins errichteter, 22 m hoher Aussichtsturm eingeweiht, an dem schon bald ein Unterkunftshaus (Baude) angebaut wurde, dessen heutige Form aus dem Jahr 1930 stammt.